# Giuseppe Levi (editore)
Giuseppe Raffaele Levi (ebraico:ג'וזפה לוי; Vercelli, 1814 – Vercelli, 10 luglio 1874) è stato un pedagogo, rabbino, scrittore, professore, intellettuale, imprenditore ed editore italiano, fondatore e direttore de L'Educatore Israelita, primo giornale ebraico in Italia unitamente a Esdra Pontremoli.

## Biografia
Nacque a Vercelli nel 1814.
Conseguì la “Semikhà” con il titolo di “Chakham” nel 1858. Fu insegnante del Collegio Foa di Vercelli per più di cinquanta anni. Fu inoltre Fondatore e Direttore dell’Educatore Israelita assieme ad Esdra Pontremoli.
Morì nel 1874 a Vercelli. Gli venne fatto un monumento funebre in stile moresco, progettato da Pio Pontremoli.